# Serge Sauvion
Serge Sauvion (* 18. Februar 1929 in 8. Arrondissement, Paris, Frankreich; † 13. Februar 2010 in Asnières-sur-Seine, Frankreich) war ein französischer Filmschauspieler, Synchronsprecher und Theaterschauspieler.

## Leben
Serge Sauvion wurde 1929 in 8. Arrondissement von Paris geboren. Er besuchte die Cours Simon.
Dem französischen Publikum ist er, trotz seines umfangreiches als Schauspieler mit mehr als 90 Produktionen, vor allem als Synchronsprecher von Peter Falk in der Serie Columbo bekannt.
Serge Sauvion war dreimal verheiratet und hatte fünf Kinder.

## Filmografie
- 1951: Autant en emporte le gang
- 1954: La Reine Margot
- 1955: Si Paris nous était conté
- 1956: Les salauds vont en enfer
- 1958: Ce corps tant désiré
- 1958: La Moucharde
- 1959: Meurtre au ralenti
- 1959: Merci Natercia
- 1959: Im Banne der Ekstase (Vers l’extase)
- 1960: En votre âme et conscience
- 1960: La mort n’est pas à vendre
- 1960: Les Mauvais Coups
- 1961: En votre âme et conscience
- 1961: Le Dernier Quart d’heure
- 1961: Les Cinq Dernières Minutes
- 1962: L’inspecteur Leclerc enquête
- 1962: La Loi des hommes
- 1962: Les Cinq Dernières Minutes
- 1962: Les Trois Henry
- 1963: Trois de perdues
- 1964: L’Abonné de la ligne U
- 1965: Foncouverte
- 1965: Le train bleu s’arrête 13 fois
- 1966: Nimm’s leicht, nimm Dynamit (Ne nous fâchons pas)
- 1966: Eine zuviel in Tourlezanne (Cécilia, médecin de campagne)
- 1966: Lazare Le Pâtre
- 1967, 1968: Les Cinq Dernières Minutes
- 1967: Adieu la raille!
- 1967: Allô Police
- 1967: Le Pacha
- 1967: Un homme de trop
- 1968: Asterix und Kleopatra (französische Synchronisation)
- 1970: Comptes à rebours
- 1970: La Liberté en croupe
- 1970: Le Cœur fou
- 1971: Les Assassins de l’ordre
- 1972: Franz
- 1973: Charlie et ses deux nénettes
- 1974: Grenzfälle – Es geschah übermorgen (Aux frontières du possible)
- 1978: Au théâtre ce soir
- 1978: L’Amant de poche
- 1978: Les Cinq Dernières Minutes
- 1979: Julien Fontanes, Magistrat
- 1979: Les 400 Coups de Virginie
- 1980: Cinéma 16
- 1981: Fifty-Fifty
- 1981: Julien Fontanes, magistrat
- 1981: Messieurs les jurés
- 1981: Pause café
- 1981: Une affaire d’hommes
- 1982: L’Été de nos quinze ans
- 1982: Le Secret de andrônes
- 1982: Les Cinq Dernières Minutes
- 1983: Mit Rose und Revolver (Les Nouvelles Brigades du Tigre)
- 1984: Glamour
- 1984: Hélas, Alice est lasse !
- 1984: Le Pantin immobile
- 1984: Mademoiselle B.
- 1985: Maguy
- 1985: Châteauvallon
- 1985: Ein Käfig voller Narren – Jetzt wird geheiratet
- 1985: Asterix – Sieg über Cäsar (französische Synchronisation)
- 1986: Asterix bei den Briten (französische Synchronisation)
- 1989: Un flic de trop
- 1990: Commissaire Moulin
- 1990: La Valse des pigeons
- 1991: Commissaire Moulin
- 1991: Navarro
- 1994: Lumière noire
- 1995: Entre ces mains-là
- 1995: La Toile
- 1996: Les Anneaux de la gloire
- 2000: Avocats et Associés